# Turniej o Łańcuch Herbowy Miasta Ostrowa Wielkopolskiego 1981
Turniej o Łańcuch Herbowy Miasta Ostrowa Wielkopolskiego 1981 – 29. edycja turnieju, który odbył się 25 października 1981 roku w Ostrowie Wielkopolskim. Turniej wygrał Jacek Brucheiser.

## Wyniki
- Ostrów Wielkopolski, 25 października 1981

| Msc. | Zawodnik             | Klub         | Pkt |             |  |
| ---- | -------------------- | ------------ | --- | ----------- |  |
| 1    | Jacek Brucheiser     | Ostrów Wlkp. | 14  | (3,3,2,3,3) |  |
| 2    | Eugeniusz Błaszak    | Gniezno      | 14  | (2,3,3,3,3) |  |
| 3    | Leon Kujawski        | Gniezno      | 13  | (3,1,3,3,3) |  |
| 4    | Stefan Żeromski      | Zielona Góra | 11  | (3,0,3,3,2) |  |
| 5    | Henryk Olszak        | Zielona Góra | 10  | (2,3,2,2,1) |  |
| 6    | Henryk Jasek         | Wrocław      | 9   | (2,2,3,1,1) |  |
| 7    | Franciszek Jaziewicz | Ostrów Wlkp. | 8   | (0,3,2,1,2) |  |
| 8    | Grzegorz Dzikowski   | Gdańsk       | 8   | (1,2,0,2,3) |  |
| 9    | Franciszek Stach     | Opole        | 7   | (1,1,2,2,1) |  |
| 10   | Alfred Siekierka     | Opole        | 6   | (2,2,0,0,2) |  |
| 11   | Roman Tajchert       | Ostrów Wlkp. | 5   | (3,2,0,0,0) |  |
| 12   | Marek Bzdęga         | Leszno       | 4   | (0,0,1,1,2) |  |
| 13   | Grzegorz Podolski    | Grudziądz    | 4   | (0,1,1,2,0) |  |
| 14   | Włodzimierz Heliński | Leszno       | 4   | (1,1,1,0,1) |  |
| 15   | Bogdan Skrobisz      | Gdańsk       | 3   | (1,0,1,1,d) |  |
| 16   | Wiesław Ośkiewicz    | Grudziądz    | 0   | (0,0,0,0,0) |  |

Bieg po biegu
1. Tajchert, Siekierka, Skrobisz, Bzdęga
2. Kujawski, Olszak, Heliński, Jaziewicz
3. Brucheiser, Błaszak, Dzikowski, Podolski
4. Żeromski, Jasek, Stach, Ośkiewicz
5. Jaziewicz, Tajchert, Podolski, Ośkiewicz
6. Brucheiser, Jasek, Heliński, Bzdęga
7. Błaszak, Siekierka, Kujawski, Żeromski
8. Olszak, Dzikowski, Stach, Skrobisz
9. Błaszak, Stach, Heliński, Tajchert
10. Żeromski, Jaziewicz, Bzdęga, Dzikowski
11. Jasek, Olszak, Podolski, Siekierka
12. Kujawski, Brucheiser, Skrobisz, Ośkiewicz
13. Kujawski, Dzikowski, Jasek, Tajchert
14. Błaszak, Olszak, Bzdęga, Ośkiewicz
15. Brucheiser, Stach, Jaziewicz, Siekierka
16. Żeromski, Podolski, Skrobisz, Heliński
17. Brucheiser, Żeromski, Tajchert
18. Kujawski, Bzdęga, Stach, Podolski
19. Dzikowski, Siekierka, Heliński, Ośkiewicz
20. Błaszak, Jaziewicz, Jasek, Skrobisz